# Josefin Ljungman
Josefin Sofia Isabelle Ljungman, född 26 december 1981 i Göteborg, är en svensk skådespelerska.

## Biografi
Josefin Ljungman är utbildad vid Skara skolscen. Hon har medverkat i uppsättningar på bland annat Backa Teater i Göteborg, Riksteatern och Dramaten. Genombrottet kom 2008 när hon spelade Hedvig i Ibsens Vildanden i regi av Thommy Berggren på Stockholms stadsteater. För denna roll mottog hon som första pristagare Såstaholms pris till Höstsols minne. Hon medverkade 2007 i filmen Hata Göteborg som estettjejen Nora och 2008 spelade hon i den norska långfilmen Fatso.
Hösten 2009 tog hon en paus från skådespeleriet och reste till Paris för att studera och måla. Hon var osäker på om hon ville fortsätta som skådespelerska, men redan följande år hade hon bestämt sig för att återvända till rampljuset. Det året spelade hon i den kritikerrosade dramafilmen Himlen är oskyldigt blå och skräckfilmen Psalm 21 med bland andra Jonas Malmsjö, i regi av Fredrik Hiller.
2012 medverkade Ljungman i Radioteaterns Rött och svart i regi av Jonas Cornell. I filmen Mig älskar ingen (2012) spelar hon sig själv.

## Filmografi i urval
- 2005 – Kärlek 2000 (kortfilm)
- 2005 – Tjejen med videokameran (kortfilm)
- 2006 – Bota mig! (TV-serie)
- 2007 – Arn – Tempelriddaren
- 2007 – August (TV-serie)
- 2007 – Hata Göteborg
- 2007 – Pyramiden
- 2008 – Fatso
- 2008 – Höök (TV-serie)
- 2009 – Kärlekens krigare
- 2010 – Himlen är oskyldigt blå
- 2010 – Psalm 21
- 2011 – Förväntningar (kortfilm)
- 2012 – Mig älskar ingen
- 2015 – Boys (TV-serie)
- 2019 – Hidden – Förstfödd (TV-serie)

## Teater

### Roller (ej komplett)
| År   | Roll                    | Produktion                                                                            | Regi                 | Teater                   |
| ---- | ----------------------- | ------------------------------------------------------------------------------------- | -------------------- | ------------------------ |
| 2011 | Madeleine               | Paraplyerna i Cherbourg (Les Parapluies de Cherbourg) Jacques Demy och Michel Legrand | Alexander Mørk-Eidem | Stockholms stadsteater   |
| 2011 | Kusinen                 | Leka med elden August Strindberg                                                      | Sofia Jupither       | Stockholms stadsteater   |
| 2015 | Madeleine               | Paraplyerna i Cherbourg (Les Parapluies de Cherbourg) Jacques Demy och Michel Legrand | Alexander Mørk-Eidem | Stockholms stadsteater   |
| 2016 | Fenitjka                | Fäder och söner (Fathers and Sons) Brian Friel                                        | Runar Hodne          | Dramaten                 |
| 2017 | Flickan Augustas dotter | Molnens bröder Barbro Lindgren                                                        | Lars Rudolfsson      | Dramaten                 |
| 2017 | Honey                   | Vem är rädd för Virginia Woolf? (Who's Afraid of Virginia Woolf?) Edward Albee        | Thommy Berggren      | Kulturhuset Stadsteatern |
| 2019 | Husan                   | Lång dags färd mot natt (Long Day's Journey into Night) Eugene O’Neill                | Emil Graffman        | Göteborgs stadsteater    |
| 2019 |                         | Vem är Schmitz? (Frau Schmitz) Lukas Bärfuss                                          | Ildikó Gáspár        | Göteborgs stadsteater    |